# Distenia fossulata
Distenia fossulata är en skalbaggsart som beskrevs av Jean François Villiers 1959. Distenia fossulata ingår i släktet Distenia och familjen långhorningar. Inga underarter finns listade i Catalogue of Life.